# دهستان گرم تمام ده
دهستان گرم تمام ده یکی از دهستان های بخش شوسف شهرستان نهبندان استان خراسان جنوبی ایران است.

## جمعیت
بر پایه سرشماری عمومی نفوس و مسکن در سال ۱۳۹۵ جمعیت این دهستان ۲،۳۶۴ نفر بوده است.